# Terremoto de Golbaf de 1981
El terremoto de Golbaf de 1981 ocurrió en Irán el 11 de junio de 1981 a las 10:54 hora local con una magnitud de momento de 6,7 y una intensidad máxima de Mercalli de VII. Los daños totales se consideraron moderados y ascendieron a 5 millones de dólares en pérdidas financieras, con muchos heridos y entre 1.400 y 3.000 muertos.